# Cártel de los Soles
O Cartel dos Sóis (Cártel de los Soles) é uma organização venezuelana supostamente chefiada por membros de alto escalão das Forças Armadas da Venezuela que estão envolvidos no comércio internacional de drogas. Segundo Héctor Landaeta, jornalista e autor de "Chavismo, narcotráfico e militares", o fenômeno começou quando as drogas colombianas começaram a entrar na Venezuela a partir de unidades corruptas de fronteira e a "podridão subiu nas fileiras".
Em 2020, os Estados Unidos abriram um processo criminal contra o presidente da Venezuela, Nicolás Maduro e outras 14 pessoas em tribunais de Nova York, Miami e Washington. Maduro e outros membros do alto escalão do governo venezuelano são acusados pelos EUA de supostamente liderar o cartel Los Soles.

## História
Relata que membros do exército venezuelano estavam envolvidos com o narcotráfico começou na década de 1990, embora se limitasse a receber pagamentos e ignorar os narcotraficantes. Foi alegado que oficiais do Movimento Revolucionário Bolivariano (MBR-200) de Hugo Chávez, que planejaram as tentativas de golpe de estado venezuelano de 1992, criaram um grupo que participava do narcotráfico conhecido como Cartel Bolivariano. Após as tentativas de golpe de 1992, o Los Angeles Times observou que os oficiais venezuelanos podem ter tentado assumir o governo, já que havia "dinheiro a ser ganho com a corrupção, principalmente com as drogas".
Em 1993, o termo Cártel de los Soles ou "Cartel dos Sóis" foi usado pela primeira vez quando as denúncias de dois generais da Guarda Nacional do Comando Nacional Antidrogas, Ramón Guillén Dávila e Orlando Hernández Villegas, foram investigadas por crimes de tráfico de drogas. O termo veio dos emblemas gerais que pareciam sóis em seus uniformes.

### Governo Bolivariano
O nome "Cartel dos Sóis" foi retomado em 2004 pelo repórter e vereador Mauro Marcano. Pouco antes de ser assassinado, Marcano alegou que Alexis Maneiro, chefe da Guarda Nacional e da Dirección General de Inteligencia Militar, estava envolvido com o narcotráfico.
De acordo com o Vice News, o governo venezuelano de Hugo Chávez expandiu a corrupção a "níveis sem precedentes" em um exército já corrupto. Chávez deu milhões de dólares aos oficiais militares para programas sociais que supostamente desapareceram, dando também imunidade legal aos oficiais do narcotráfico para manter o poder e a lealdade. Quando Chávez derrubou a Administração Antidrogas dos Estados Unidos (DEA) em 2005, a Venezuela tornou-se uma rota mais atraente para o tráfico de drogas. De acordo com a inteligência colombiana, um vigilante antidrogas preso afirmou que "figuras importantes das forças de segurança do presidente Hugo Chávez organizam o transporte de drogas através da Venezuela". Foi alegado que a Guarda Nacional havia trabalhado com as Forças Armadas Revolucionárias da Colômbia (FARC) no tráfico de drogas. Autoridades britânicas alegaram que os aviões da Colômbia também seriam protegidos por bases da Força Aérea Venezuelana.

## Incidentes
Em setembro de 2013, um incidente supostamente ligado ao Cartel dos Sóis e envolvendo homens da Guarda Nacional venezuelana que colocaram 31 malas contendo 1,3 tonelada de cocaína em um voo da Air France surpreendeu as autoridades do Aeroporto de Paris-Charles de Gaulle por ter sido a maior apreensão de cocaína registrado na França continental.
Em 15 de fevereiro de 2014, um comandante da Guarda Nacional venezuelana foi parado enquanto dirigia para Valencia com sua família e foi preso por ter 554 quilos de cocaína em seu poder.
Em 11 de novembro de 2015, agentes da DEA prenderam no Haiti dois parentes (um filho adotivo e um sobrinho) de Cilia Flores, a primeira-dama da Venezuela, enquanto tentavam transportar 800 quilos de cocaína da Venezuela para os Estados Unidos. Uma fonte da DEA afirmou não oficialmente que grandes quantidades de cocaína podem passar pela Venezuela devido à corrupção no governo.

## Organização
Existem grupos dentro dos ramos das Forças Armadas da Venezuela, como o Exército da Venezuela, a Marinha da Venezuela, a Força Aérea da Venezuela e a Guarda Nacional da Venezuela; do mais baixo ao mais alto nível de pessoal.

### Pessoal de baixo nível
Alegadamente, guardas nacionais de escalão inferior competem por posições nos postos de fronteira para que possam receber subornos por "comércio ilícito", embora uma grande parte dos subornos vá para seus superiores. Alegadamente, os funcionários corruptos do Cartel dos Sóis traficam drogas da Colômbia para a Venezuela, onde são enviadas internacionalmente.

### Funcionários de alto nível

#### Nicolás Maduro
O Presidente da Venezuela, Nicolás Maduro, promoveu pessoalmente indivíduos acusados de tráfico de drogas a altos cargos do governo venezuelano. Em maio de 2018, ele teria recebido lucros do tráfico de drogas de Diosdado Cabello. Em 2020, a justiça dos EUA apresentou acusações contra altos funcionários do regime venezuelano, incluindo Maduro, por liderar o Cártel de los Soles.
A acusação diz que Maduro participou de negociações para garantir carregamentos de várias toneladas de cocaína das FARC em troca da entrega de dinheiro e armas ao grupo guerrilheiro. A acusação acrescenta que em 2024, Maduro teria recebido 5 milhões de dólares em lucros do tráfico de droga, além de se ter envolvido numa operação de lavagem de dinheiro, e que a Petróleos de Venezuela (PDVSA) foi utilizada para lavar dinheiro da droga.

#### Diosdado Cabello
Em janeiro de 2015, o ex-chefe de segurança de Hugo Chávez e Diosdado Cabello, Leamsy Salazar, fez acusações de que Cabello era o chefe do Cartel dos Sóis. Salazar foi colocado sob proteção de testemunhas, fugindo para os Estados Unidos com a ajuda da Divisão de Operações Especiais da DEA depois de cooperar com a administração e fornecer possíveis detalhes sobre o envolvimento de Cabello com o comércio internacional de drogas. Salazar afirmou ter visto Cabello dar ordens para o transporte de toneladas de cocaína. Os carregamentos de drogas teriam sido enviados das FARC da Colômbia para os Estados Unidos e Europa, com a possível ajuda de Cuba. A suposta operação internacional de drogas possivelmente envolveu também outros altos membros do governo da Venezuela, como Tareck El Aissami e José David Cabello, irmão de Diosdado.
Em 18 de maio de 2018, o Escritório de Controle de Ativos Estrangeiros (OFAC) do Departamento do Tesouro dos Estados Unidos impôs sanções em vigor contra Cabello, sua esposa, seu irmão e seu laranja Rafael Sarria. A OFAC afirmou que Cabello e outros usaram seu poder dentro do governo bolivariano "para lucrar pessoalmente com extorsão, lavagem de dinheiro e peculato", com Cabello supostamente dirigindo atividades de tráfico de drogas com o vice-presidente da Venezuela, Tareck El Aissami, enquanto dividia os lucros com o presidente Nicolás Maduro. O Escritório também declarou que Cabello usaria informações públicas para rastrear indivíduos ricos que eram potencialmente traficantes de drogas e roubariam suas drogas e propriedades para se livrar da possível concorrência.

#### Tareck El Aissami
Tareck El Aissami foi sancionado pelo Departamento do Tesouro dos EUA em 13 de fevereiro de 2017 sob o Foreign Narcotics Kingpin Designation Act depois de ser acusado de facilitar o envio de drogas da Venezuela para o México e os Estados Unidos, congelando dezenas de milhões de dólares em ativos supostamente sob o controle de El Aissami.

#### Néstor Reverol
O chefe da Guarda Nacional Bolivariana, Néstor Reverol, foi indiciado pelo governo dos Estados Unidos em agosto de 2016 por ajudar no narcotráfico na Venezuela. Reverol supostamente avisou os traficantes, cancelou as investigações e liberou os envolvidos no carregamento de drogas.

#### Hugo Carvajal
Hugo Carvajal é um dos líderes do Cartel dos Sóis. Em 22 de julho de 2014, Hugo Carvajal, ex-chefe da inteligência militar venezuelana, foi detido em Aruba, apesar de ter sido admitido com passaporte diplomático e nomeado cônsul-geral em Aruba em janeiro. A prisão ocorreu a partir de um pedido formal do governo dos Estados Unidos, que acusa Carvajal de ligações com o narcotráfico e com a guerrilha das FARC. Em 27 de julho de 2014, Carvajal foi libertado depois que as autoridades decidiram que ele tinha imunidade diplomática, mas também foi considerado persona non grata. Em março de 2020, após uma recompensa estratégica de 10 milhões de dólares imposta a Hugo Carvajal e outros narcoterroristas venezuelanos, ele decidiu se render aos EUA. Sem mencionar que o próprio Maduro tem uma recompensa de 15 milhões de dólares. Em 2023, a Espanha, após ordem do Supremo Tribunal de Espanha à Interpol, deve extraditar Carvajal aos Estados Unidos, procurado por tráfico de drogas.

#### Yazenky Lamas
Yazenky Lamas, ex-piloto da primeira-dama Cilia Flores, foi extraditado da Colômbia para os Estados Unidos, por supostamente fornecer códigos de tráfego aéreo para permitir que aviões que transportam cocaína se façam passar por voos comerciais. O Presidente da Venezuela, Nicolás Maduro, teria pedido ao ministro da Defesa da Colômbia, Luis Carlos Villegas Echeverri, que rejeitasse o pedido de extradição. Lamas foi ligado a centenas de vôos de drogas operados na Venezuela. Ele foi extraditado para os Estados Unidos em 2017.

#### Outros
Outros funcionários que possivelmente estão envolvidos com o Cartel dos Sóis incluem:
- Clíver Alcalá Cordones
- Freddy Bernal
- Jose David Cabello
- Amílcar Figueroa
- Bladimir Flores
- Carlos Malpica Flores
- Walter Gavidia Flores
- Darry Fortoul Ochoa
- Eliecer García Torrealba
- Carlos Justiniano Núñez
- Jesus Itriago
- Samer Kader Ortíz
- Ramón Madriz
- Rodolfo McTurk
- Pedro Martin Olivares
- Edylberto Molina
- Frank Morgado
- Benny Palmeri-Bacchi
- Rafael Ramírez
- Henry Rangel Silva
- Ramon Rodriguez Chacin
- Vasily Villarroel Ramírez
- Rafael Villasana F.

## Aliados

### FARC
Em 2005, todos os ramos das Forças Armadas Nacionais Bolivarianas da Venezuela receberam o dever de combater o narcotráfico na Venezuela, cedendo dados antes detidos apenas pela Guarda Nacional Bolivariana ao exército, marinha e aeronáutica. Mildred Camero, ex-oficial antidrogas do governo de Chávez, afirmou que esses dados criaram uma competição nas fileiras dos militares que lutaram para fazer acordos com as FARC para participar ativamente do narcotráfico.
Autoridades da Colômbia afirmaram que, por meio de laptops apreendidos em uma operação contra Raúl Reyes em 2007, encontraram documentos que pretendiam mostrar que Hugo Chávez ofereceu pagamentos de até 300 milhões de dólares às FARC "entre outros laços financeiros e políticos que datam de anos atrás " e documentos mostrando que os rebeldes das FARC buscaram assistência venezuelana na aquisição de mísseis terra-ar, alegando que Chávez se encontrou pessoalmente com os líderes rebeldes das FARC. Segundo a Interpol, os arquivos encontrados pelas forças colombianas foram considerados autênticos. Em 2008, o Departamento do Tesouro dos Estados Unidos acusou dois altos funcionários do governo venezuelano e um ex-funcionário de fornecer assistência material a operações de narcotráfico realizadas pela guerrilha das FARC na Colômbia.
No entanto, análises independentes dos documentos por alguns acadêmicos e jornalistas norte-americanos desafiaram a interpretação colombiana dos documentos, acusando o governo colombiano de exagerar seu conteúdo. Em 2008, o Secretário-geral da Organização dos Estados Americanos, José Miguel Insulza, testemunhou perante o Congresso dos Estados Unidos que "não há evidências" de que a Venezuela esteja apoiando "grupos terroristas", incluindo as FARC.
Três anos depois, em 2011, o Instituto Internacional de Estudos Estratégicos (IISS) concluiu que o governo de Chávez financiou o escritório das FARC em Caracas e lhe concedeu acesso aos serviços de inteligência. Diplomatas venezuelanos denunciaram as descobertas do IISS dizendo que elas continham "imprecisões básicas".
No entanto, a partir de 2018, os dissidentes das FARC que deixaram as FARC quando elas se desfizeram em 2017 ainda operam na Venezuela com virtual impunidade. Essas forças dissidentes, com pessoal armado de até 2.500 indivíduos, supostamente ainda cooperam com o Cartel dos Sóis.